# 1-Bromnaphthalin
1-Bromnaphthalin ist eine chemische Verbindung aus der Gruppe der Naphthalinderivate und ist isomer zu 2-Bromnaphthalin. 

## Gewinnung und Darstellung
1-Bromnaphthalin kann durch Bromieren von Naphthalin bei 40 °C in Gegenwart von Tetrachlormethan gewonnen werden.

## Eigenschaften
1-Bromnaphthalin ist eine farblose, ölige Flüssigkeit mit stechendem Geruch.

## Verwendung
1-Bromnaphthalin wird wegen seines hohen Brechungsindex in der Mikroskopie zur Einbettung von Proben verwendet. Außerdem kommt es bei der Messung des Brechungsindex zur Bestimmung von Kristallen zum Einsatz.